# تشارلز الكسندر
تشارلز الكسندر (بالإنجليزية: Charles Alexander)‏ (8 نوفمبر 1847 بوستمنستر في المملكة المتحدة - 17 فبراير 1902 بوستمنستر في المملكة المتحدة) هو لاعب كريكت بريطاني (وحمل سابقاً جنسية المملكة المتحدة لبريطانيا العظمى وأيرلندا). لعب مع Kent County Cricket Club ‏ ونادي جامعة كامبريدج للكريكيت ‏.

## وصلات خارجية
- تشارلز الكسندر على موقع إي آس بي آن كريك إنفو (الإنجليزية)